# Labastide-Saint-Georges
Labastide-Saint-Georges település Franciaországban, Tarn megyében. Lakosainak száma 1985 fő (2022. január 1.). Labastide-Saint-Georges Ambres, Fiac és Lavaur községekkel határos.

## Népesség
A település népességének változása:
| Lakosok száma | 1908 | 1924 | 1969 | 1929 | 1930 | 1937 | 1944 | 1968 | 1985 |
|               | 2013 | 2015 | 2016 | 2017 | 2018 | 2019 | 2020 | 2021 | 2022 |